# Sainte-Germaine-Boulé
Pour les articles homonymes, voir Saint-Germain et Boulé.
Sainte-Germaine-Boulé est une municipalité du Québec située dans la MRC d'Abitibi-Ouest en Abitibi-Témiscamingue. Les principales activités économiques de la municipalité sont liées à l'agriculture, à la forêt, aux mines et au transport.

## Toponymie
La paroisse Sainte-Germaine est érigée sous l'invocation de sainte Germaine Cousin. Boulé est la désignation qui fut donnée au premier bureau de poste. C'est en l'honneur de Mgr Auguste Boulet (à son baptême Auguste Boulé), le père du grand mouvement de colonisation et président de la société diocésaine de colonisation, que cette désignation fut donnée. Par son orthographe fautive et dans la confusion, la désignation fut aussi quelques fois attribuée à Hélène Boullé, épouse de Champlain.

## Histoire
- 1922 : la famille de Noël Boucher et Marie Couillard s'établit dans les rangs 4 et 5 de Palmarolle, secteur du futur territoire de Sainte-Germaine.
- 1932 : les tout débuts de la colonisation de Sainte-Germaine avec l'arrivée de la famille de Roméo Drouin, son frère Amédée Drouin et leurs parents Louis Drouin et Démérise Beaudoin.
- 1933 : mouvement soutenu d'arrivées de nouveaux colons et début officiel de la nouvelle paroisse.
- 1934 : visite de Mgr Rhéaume pour fixer l'emplacement de la future église.
- 1934 : construction de la route du rang 2 et 3 Ouest de la route de Duparquet vers le village.
- 1935 : construction de l'école-chapelle.
- 1936 : ouverture du premier bureau de poste par Wilfrid Bégin. Il sera désigné du nom de Boulé.
- 1938 : arrivée du premier curé résident, l'abbé Joseph-Alfred Roy. La population se chiffre à 600 âmes.

- 1939 : fondation de la Commission scolaire de Sainte-Germaine.
- 1940 : arrivée de la première infirmière, garde Gabrielle Bédard.
- 1941 : fondation de la Caisse Populaire de Sainte-Germaine.
- 1944 : fondation du Syndicat coopératif de Sainte-Germaine.
- 1950 : arrivée des religieuses de la Congrégation des Sœurs de Sainte-Anne.
- 1954 : érection de la municipalité de Sainte-Germaine-de-Palmarolle et modification de la dénomination pour Sainte-Germaine-Boulé.
- 1959 : construction du collège Roy.
- 1963 : construction du Centre Récréatif.
- 1965 : fondation de la première brigade des pompiers.
- 1979 : construction de l'aréna, premier Festival du Bœuf et fondation du club Skinoramik.
- 1983 : le Rouet Géant : Ce monument commémoratif, bien visible à l'entrée sud du village a été érigé pour les célébrations du 50e anniversaire de Ste-Germaine-Boulé. Florian Bégin, maître d'œuvre, et quelques collaborateurs y ont consacré 700 heures de travail. En 2001, le livre des records Guinness l'a homologué « le plus grand rouet du monde ».
- 1998 : aménagé dans l'ancien presbytère construit en 1957, le Domaine de l'Hirondelle, résidence pour personnes en perte d'autonomie légère, accueille ses premiers résidents.
- 2004 : fondation de la Société d'histoire et de généalogie de Sainte-Germaine-Boulé inc.
- 2005 : ouverture de la garderie C.P.E. Bout'Chou.
- 2015 : fermeture de la caisse Desjardins.

## Géographie
Située à 52 kilomètres (33 milles) au nord de la ville de Rouyn-Noranda et à 28 kilomètres (18 milles) au sud de la ville de
La Sarre, la municipalité de Sainte-Germaine-Boulé est constituée de parties de territoires appartenant à quatre (4) cantons: Destor, Duparquet, Palmarolle et Poularies.

## Démographie
| 1991  | 1996  | 2001  | 2006 | 2011 | 2016 | 2021 |
| ----- | ----- | ----- | ---- | ---- | ---- | ---- |
| 1 118 | 1 076 | 1 005 | 942  | 895  | 986  | 941  |

## Administration
Les élections municipales se font en bloc pour le maire et les six conseillers.
| Sainte-Germaine-Boulé Maires depuis 2001                                                                             |              |         |          |
| Élection | Maire        | Qualité | Résultat |
| 2001 | Jaclin Bégin |         | Voir     |
| 2005 | Jaclin Bégin | Voir    |          |
| 2009 | Jaclin Bégin | Voir    |          |
| 2013 | Jaclin Bégin | Voir    |          |
| 2017 | Jaclin Bégin | Voir    |          |
| 2021 | Jaclin Bégin | Voir    |          |
| Élection partielle en italique Depuis 2005, les élections sont simultanées dans toutes les municipalités québécoises |              |         |          |

## Informations générales
- On trouve dans cette municipalité un centre plein-air, le club Skinoramik, qui compte de nombreuses pistes.
- On y trouve également un rouet géant, le plus grand au monde.
- Un centre de la petite enfance (CPE) a été construit dans le village en 2005.
- Une fois par an, lors de la fin de semaine de la Fête des pères, c'est le Festival du Bœuf. Il y a un souper de bœuf cuit sur la braise, un demi marathon et un spectacle d'un artiste ou d'un groupe québécois connu.

## Galerie de photographie
|                        |
| Sainte-Germaine-Boulé. |

|                  |
| Récolte du foin. |